# Edwardsia octoplax
Edwardsia octoplax is een zeeanemonensoort uit de familie Edwardsiidae.
Edwardsia octoplax is voor het eerst wetenschappelijk beschreven door Sluiter in 1888.